# Georg von Stengel (Baumeister)

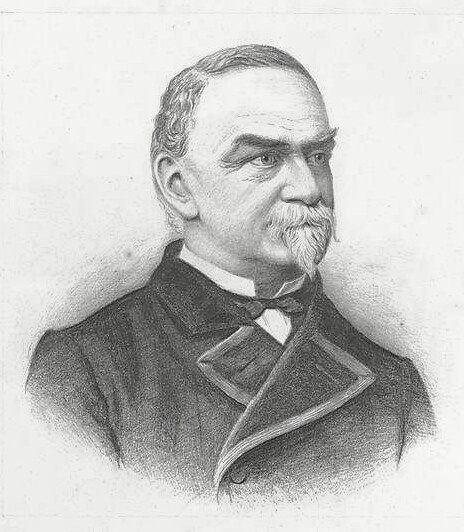
Georg von Stengel

Georg Freiherr von Stengel (* 4. April 1814 in München, Königreich Bayern; † 9. Mai 1882 in Neustadt an der Waldnaab) war ein bayerischer Baubeamter und Architekt, nach dessen Plänen in Schwaben und der Oberpfalz zahlreiche Bauten in historistischen Stilrichtungen entstanden.

## Leben

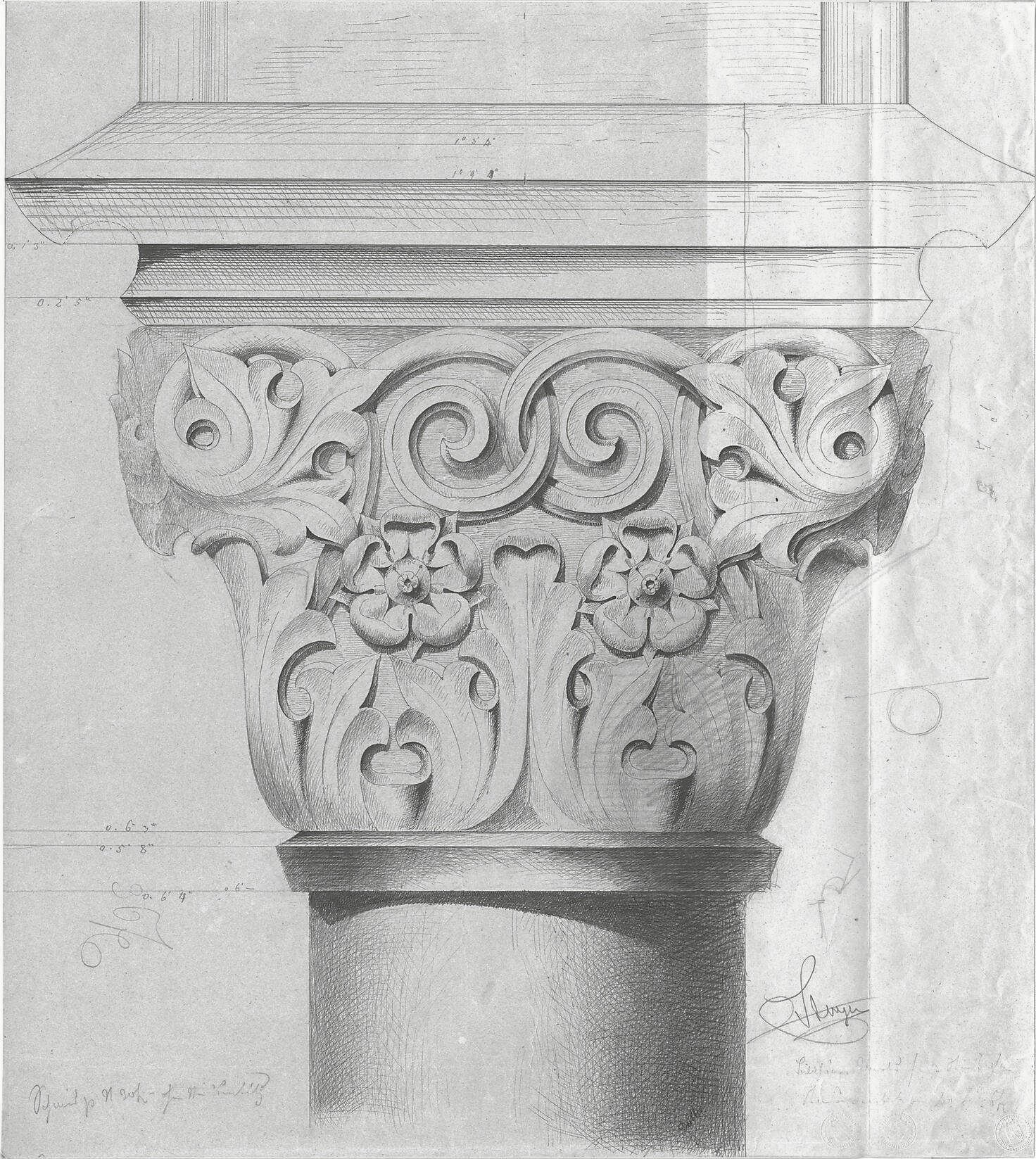
Entwurf eines neuromanischen Kapitells für die Kirche in Waldstetten

Georg von Stengel war Sohn des gleichnamigen Finanzministerialrats Georg von Stengel, der aus der freiherrlichen Linie des Adelsgeschlechts Stengel stammte. In seinem Elternhaus kam er schon früh mit Künstlern und Architekten in Kontakt. Er studierte an der Akademie der Bildenden Künste in München bei Friedrich von Gärtner und wurde 1841 Baukondukteur bei der Bauinspektion München II.
Ab 1844 arbeitete er für die Kreisregierung in Augsburg. 1848 wurde er Zivilbauinspektor und 1858 Kreisbaubeamter. Während seiner Zeit in Augsburg entstanden in Schwaben zahlreiche öffentliche und kirchliche Neu- und Umbauten nach seinen Plänen und teils auch unter seiner Leitung. Er hatte großen Anteil an der Restaurierung des Augsburger Doms, was ihn dazu veranlasste, Studien zur damals noch wenig erforschten Gotik zu betreiben. In den Annalen des Augsburger Historischen Vereins veröffentlichte er Beiträge zu Kunstdenkmälern und Funden.
1872 wurde er zum Regierungs- und Kreisbaurat befördert und nach Regensburg versetzt. Auch in der Oberpfalz entstanden mehrere Bauten nach seinen Entwürfen. Für seine Arbeit wurde er mit dem Ritterkreuz 1. Klasse des Ordens vom Heiligen Michael ausgezeichnet. 1882 starb er während einer Dienstreise in Neustadt an der Waldnaab an den Folgen einer Erkältung.

## Bauten und Entwürfe (Auswahl)

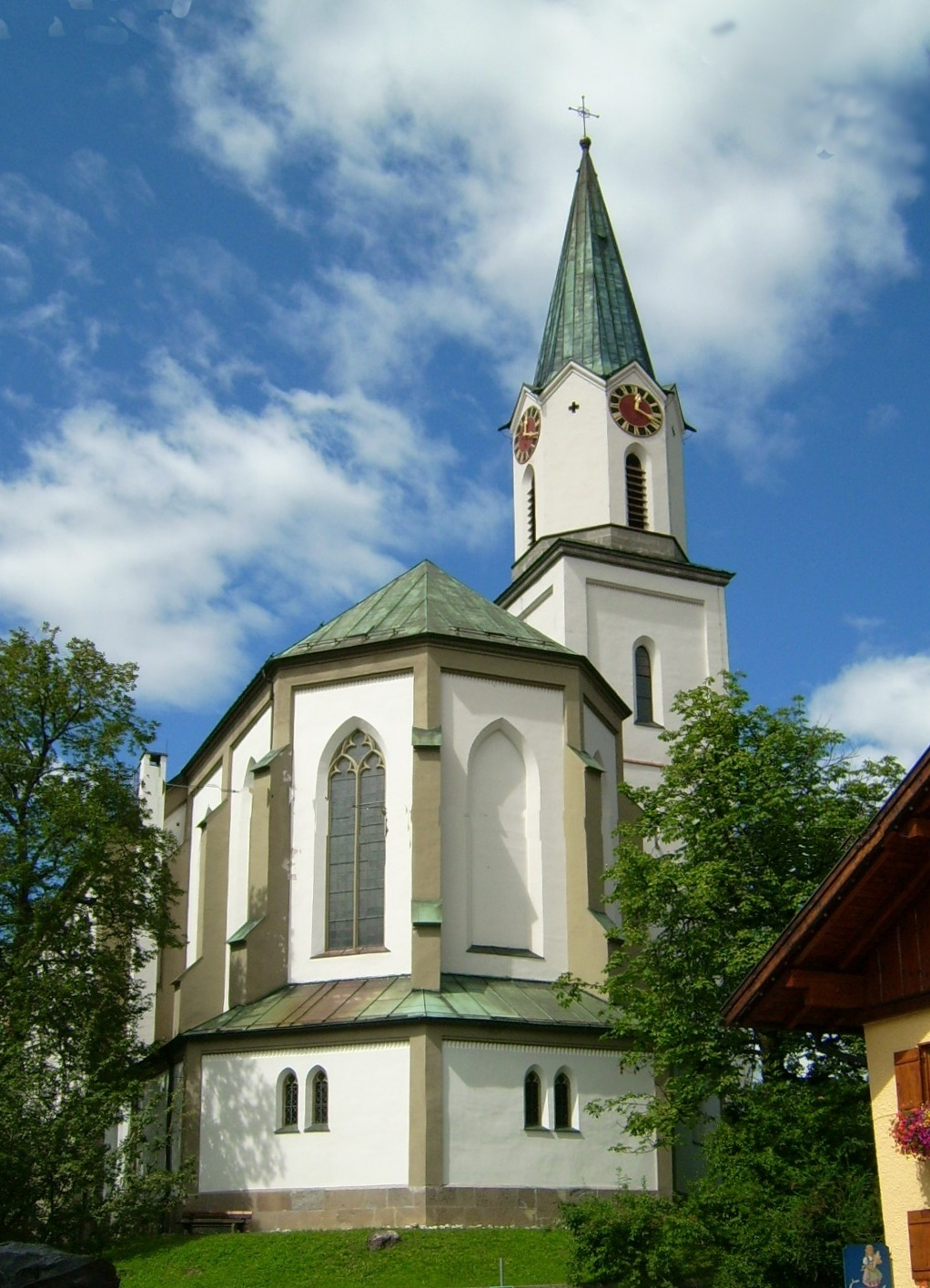
Neugotische Pfarrkirche in Bad Hindelang

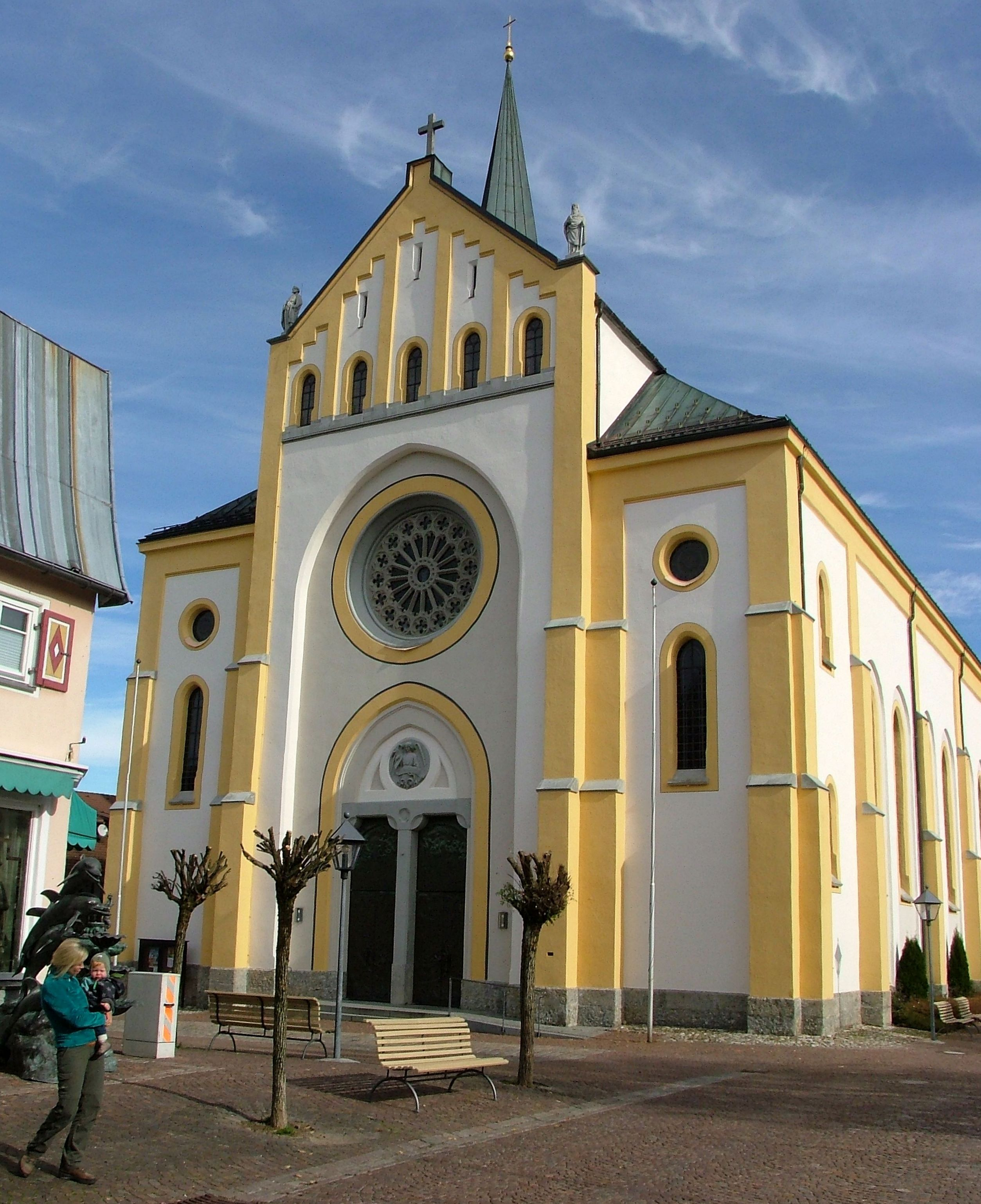
Hauptfassade der Pfarrkirche in Oberstaufen

- St. Mauritius, Rieden an der Kötz, 1847–1848[3]
- St. Martin, Waldstetten, 1852–1853[4]
- St. Jakobus der Ältere, Gersthofen, 1854–1855 (später durch Michael Kurz umgebaut)[5]
- St. Meinrad, Jedesheim, 1855 ff.[6]
- St. Johann Baptist, Neu-Ulm, 1857 ff. (später durch Dominikus Böhm erweitert und völlig umgestaltet)[7]
- St. Peter und Paul, Oberstaufen, 1858–1862[8]
- Schloss Haldenwang, 1859 (Umbau)[6]
- St. Peter und Paul, Bissingen, 1860[9]
- Petruskirche, Neu-Ulm, 1863 ff.[10]
- St. Johannes Baptist, Bad Hindelang, 1865–1867[6]
- St. Johannes der Täufer, Oberstdorf, 1866–1867 (Umbau und Erweiterung)[11]
- St. Alban, Lauingen, 1869–1870[12]
- Kreisirrenanstalt Kaufbeuren, 1872–1876 (heute Bezirkskrankenhaus Kaufbeuren)[1]
- Lehrerbildungsanstalt Amberg, 1878 (heute Max-Reger-Gymnasium)[13]
- Kreisirrenanstalt Karthaus-Prüll, 1880–1882 (heute Teil des Bezirksklinikums Regensburg)[1][14]
- Kreistaubstummenanstalt Regensburg, 1881 (heute Teil der Von-der-Tann-Grundschule)[1]